# Suregada celastroides
Suregada celastroides är en törelväxtart som beskrevs av Radcl.-sm. och Petra Hoffm.. Suregada celastroides ingår i släktet Suregada och familjen törelväxter.
Artens utbredningsområde är Madagaskar. Inga underarter finns listade i Catalogue of Life.